# Кокколь (водопад)
Кокко́ль (каз. Көккөл) — самый большой водопад Восточно-Казахстанской области. Находится в Катон-Карагайском районе, в 23 км к северо-востоку от села Рахмановские Ключи, на территории Катон-Карагайского национального парка, в северной части заказника Рахмановские Ключи.

## Описание
Водопад образовался на реке Большая Кокколь, вытекающей из озера Кокколь. Незадолго до впадения в реку Белая Берель русло резко обрывается. Высота обрыва по разным оценкам составляет от 60 до 80 м, крутизна — 60—70°, ширина — около 10 м. Ориентированный в продольном направлении узкий скалистый гребень разделяет поток на две части: более широкую правую и менее полноводную левую. Ниже водопада русло завалено каменными глыбами, формирующими ещё несколько малых каскадов высотой 1—2 м.
Водопад со всех сторон окружён елово-кедровым лесом.

## Туризм
Несмотря на то что мимо водопада не проходят автодороги, Кокколь пользуется популярностью у туристов. Популярности способствует и тот факт, что приблизительно в 15 км к северо-западу от водопада находится гора Белуха — высшая точка Алтайских гор. По соседству располагается ещё одна достопримечательность — бывший вольфрамовый рудник Кокколь.